# Tenement
Tenement és una pel·lícula de thriller de misteri en khmer del 2024 escrita i dirigida per Inrasothythep Neth i Sokyou Chea en els seus debuts en el camp de la direcció. La pel·lícula també simbolitza el passat turbulent de Cambodja simpatitzant amb el poble khmer. La pel·lícula es va estrenar a la secció Big Screen Competition del Festival Internacional de Cinema de Rotterdam 2024. La pel·lícula també es va projectar al Festival de Cinema Asiàtic d'Osaka el març de 2024. Va arribar als cinemes de Cambodja el 14 de novembre de 2024. S'ha doblat i subtitulat al català.